# Torre de l'Alexis

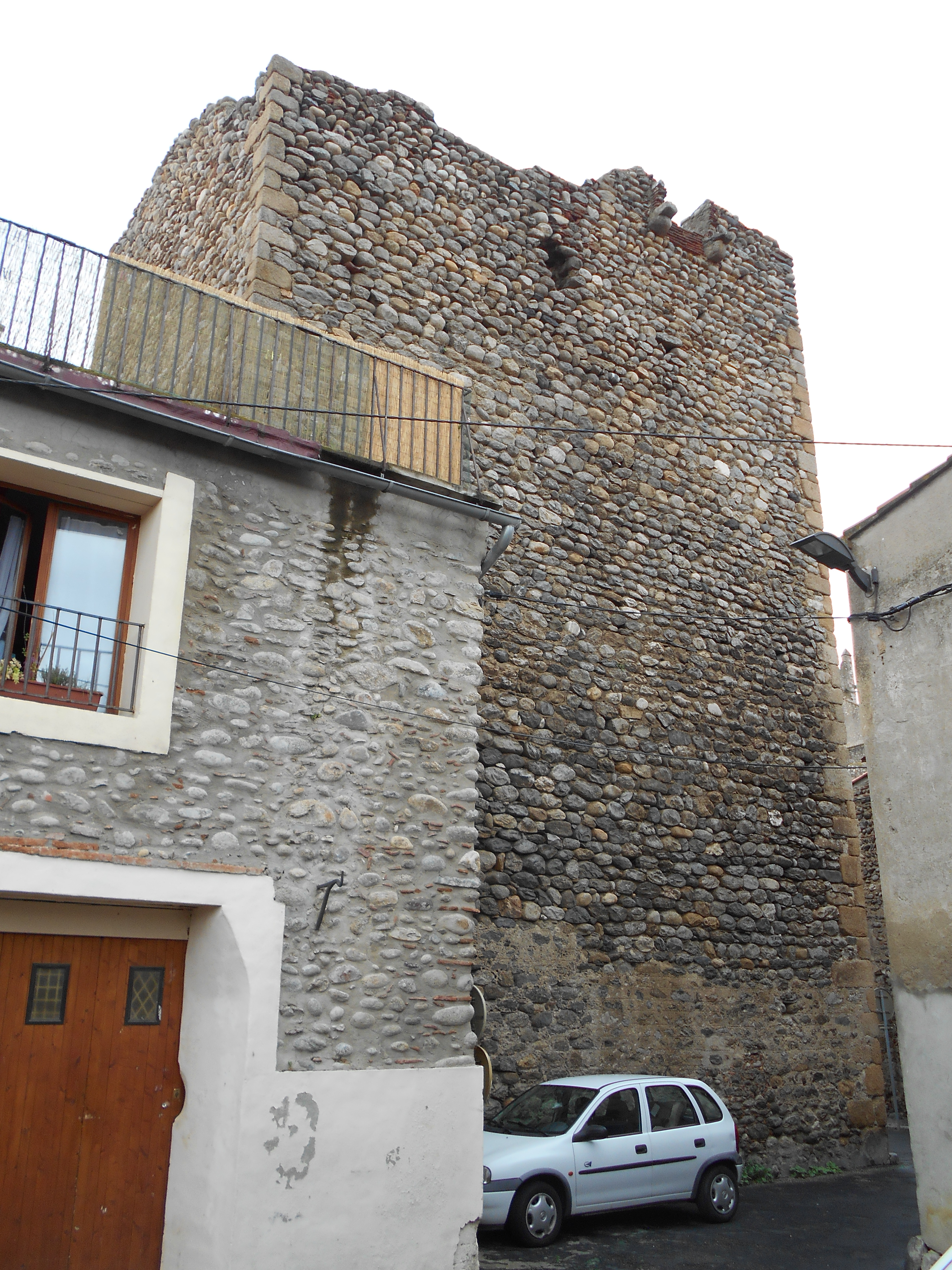
Cares nord i est de la Torre de l'Alexis

La Torre de l'Alexis és una torre cantonera d'estil romànic del segle xi del segon recinte fortificat de la vila; és a la vila vella d'Illa, en el terme comunal del mateix nom, a la comarca del Rosselló, Catalunya del Nord.
Està situada al nord de la vila d'Illa, al nord-est del primer recinte fortificat de la vila.

## Història
Aquesta torre devia ser erigida pels primitius senyors d'Illa, segurament de la branca primogènita de Gualter d'Illa, a qui l'any 1019 el comte Guifred de Cerdanya va vendre el territori del sud de la vila d'Illa anomenat en el document la garriga de Talaçà. El 1157 el seu descendent Pere Gualter d'Illa, feudatari d'Ermengol de Vila-rasa, tenia el senyoriu d'Illa, El 1168 la torre dou donada pels d'Illa al rei Alfons I, qui l'any següent la infeudava a l'esmentat Ermengol de Vila-rasa.

## L'edificació
De planta rectangular, els costats nord i sud fan 10,75 metres de llarg, mentre que els est i oest, 8. L'alçada assoleix els 12 metres. Tapada per construccions privades a llevant, la resta es pot apreciar notablement. Presenta un aparell de còdols regularment distribuïts en filades, amb uns carreus grossos, molt regular, fent de pedres cantoneres. Es pot atribuir sens dubte al segle xi.
La porta principal és al bell mig de la façana sud, mentre que en època moderna se n'obrí una altra a ponent. Damunt d'aquesta darrera hi ha un ull de bou i, més amunt, una porta oberta també en temps moderns. Al nord hi ha un matacà, segurament relacionat més amb la muralla de la vila que amb la torre mateixa.